# Любимец (роман)
«Любимец» — роман Кира Булычёва. Написан на базе одноимённого рассказа, впервые опубликованного в журнале «Юность» в 1991 году. Первая публикация романа целиком состоялась в 1993 году.

## Сюжет
Действие происходит в XXI веке, примерно через 100 лет после высадки на Землю огромных жабообразных инопланетян, названных «спонсорами», и колонизации её (вследствие перенаселения их родной планеты). Первоначально инопланетяне под предлогом борьбы с изменением климата и сохранением земной флоры и фауны предлагают человечеству сотрудничество, но спустя некоторое время начинают программу по истреблению человеческого вида как конкурента на планете. К моменту разворачивающихся событий в романе человечество было сокращено до нескольких сотен миллионов и лишено основных прав. Человеку на земле нельзя носить одежду, все должны быть голыми так как они низший вид по сравнению с инопланетянами. Главный герой, молодой парень Тим, в начале книги живёт в семье спонсоров в качестве домашнего любимца. Однако позже он, узнав, что хозяева собираются его стерилизовать, вынужден бежать из дома. Пройдя через ряд приключений, Тим оказывается в школе гладиаторов, сражающихся на арене для потехи спонсоров. Став одним из воинов, он успешно делает карьеру. Но потом происходит трагедия: соратник Тима Добрыня побеждает в бою гладиатора, на которого поставил деньги влиятельный спонсор, и этот спонсор, лично выйдя на арену, ломает Добрыне шею. Тим, разозлённый гибелью товарища, убивает спонсора мечом, после чего бежит с арены. Сразу после этого пришельцы опускают входные решётки и отравляют всех людей газом: никто не должен знать, что человек может убить спонсора.
Чудом оставшийся в живых Тим (связавшийся к этому времени с человеческой оппозицией) попадает в питомник, где спонсоры-ученые выращивают генетически изменённых людей — крылатых, хвостатых, рогатых и т. д. Эти люди продаются спонсорам-извращенцам за серьёзные деньги. Директор питомника, опасаясь за свою карьеру, приказывает убить Тима, но тому удаётся спастись. Ещё до этого Тим узнал, что спонсоры — каннибалы: они употребляют в пищу детскую форму т. н. ползунов, являющихся разумными существами. Сбежав из питомника, Тим выносит на себе и спасает одного из ползунов, с которым он успел сдружиться.
На Землю прилетает галактическая инспекция, которая время от времени проверяет инопланетян, получивших в своё пользование населённые планеты. Спонсоры лгут комиссии, уверяя её председателя, что люди живут в обстановке XIX века, что они практически ничего не знают о спонсорах, и никаких любимцев и мутантов не существует. Однако Тим, проникнув на совещание, открыто обвиняет спонсоров в геноциде, каннибализме и запретных экспериментах над разумными существами. Он приводит неоспоримые доказательства, рассказывая о гладиаторской арене, питомнике и своей жизни в качестве любимца. Слова Тима подтверждает ползун, заговоривший с председателем на их общем языке. Комиссия принимает сторону людей, спонсоры теряют доверие галактического правительства, и вскоре Земля будет передана под управление людей.
Тим после отлёта комиссии возвращается к своим друзьям из человеческого сопротивления. Его встречает ползун, прошедший метаморфозу и превратившийся в гуманоида-бабочку. Друг тепло благодарит Тима за своё спасение.